# Aneura caespitans
Aneura caespitans là một loài rêu trong họ Aneuraceae. Loài này được Stephani mô tả khoa học đầu tiên năm 1891.